# Генерал-пуковник правде
Генерал-пуковник правде (рус. Генерал-полковник юстиции) је једно од високих посебних звања у органима унутрашњих послова Руске Федерације (равно са звањима генерал-пуковника милиције и генерал-пуковника унутрашње службе). 
Као војничко звање може бити присвојено лицима који врше дужност замјеника предсједника Врховног суда Руске Федерације — предсједника Војног колегијума Врховног суда Руске Федерације, замјеника генералног тужиоца Руске Федерације — главног војног тужиоца, замјеника генералног директора Судског департмана при Врховном суду Руске Федерације — начелника Главне управе обезбјеђивања дјелатности војних судова (до 2000 — замјеника министра правде Руске Федерације - начелника Управе војних судова Министарства правде Руске Федерације). Као посебно звање може бити присвојено начелнику Истражног комитета при Министарству унутрашњих послова Руске Федерације.

## Извор
- Табела рангова Руске Федерације (језик: руски)